# 戴维·佩特
戴维·佩特（英語：David Pate，1962年4月16日—），生于洛杉矶，美国男子网球运动员，1983年成为职业球手。他曾获得澳大利亚网球公开赛男子双打冠军。他于1996年退役。